# Costin Ionașcu
Costin Ionașcu, romunski general, * 7. november 1890, † 26. november 1969.